# Carl Rauch
Carl Rauch (* 11. Juni 1982 in Kronberg im Taunus) ist ein österreichischer Manager, Verlagsleiter und Autor.

## Leben
Rauch studierte Informatik und Wirtschaftsinformatik an der Technischen Universität Wien. 2007 promovierte er an der Technischen Universität Graz. Nach seinem Berufseinstieg in der Unternehmensberatung hat er in die Styria Media Group gewechselt und dort zahlreiche Projekte geleitet – unter anderem die Vorbereitung und Implementierung der Presse am Sonntag, die am 15. März 2009 erstmals erschien. Danach ging Rauch zur Axel Springer SE, wo er zunächst als Assistent des Vorstandsvorsitzenden Mathias Döpfner und bald als COO eines Joint-Ventures mit der Sixt SE und später als CEO eines zweiten Unternehmens der Sixt SE im Digitalgeschäft tätig wurde.
Im Herbst 2013 übernahm Rauch die kaufmännischen Agenden in der Geschäftsführung des Medienhauses der Erzdiözese Wien. Er war damit zugleich Geschäftsführer des Wiener Dom-Verlags und der St. Paulus-Medienstiftung der Erzdiözese Wien.
Seit Oktober 2019 ist Carl Rauch als Geschäftsführer des Kartographie-Verlags Freytag & Berndt tätig. 2020 feierte der Wiener Fachverlag sein 250-Jahr-Jubiläum.
Im Dezember 2024 wurde Rauch zum Member of the Board der International Map Industry Association gewählt.
Ab Jänner 2025 hat Carl Rauch zusätzlich die Verlagsleitung des deutschen Rother Bergverlags übernommen. In diesem Verlag veröffentlichte er im Frühjahr 2022 seinen Wanderführer "Gesäuse".

## Privates
Carl Rauch ist Sohn des Informationswissenschaftlers Wolf Rauch und Urenkel des Rechtswissenschaftlers Karl Rauch.